# Cuba nos Jogos Pan-Americanos de 2011
Cuba participou dos Jogos Pan-Americanos de 2011 em Guadalajara, no México. O país esteve presente em todas as edições anteriores de Jogos Pan-Americanos.

## Medalhas
| Atleta                                                           | Esporte              | Prova                            | Medalha |
| ---------------------------------------------------------------- | -------------------- | -------------------------------- | ------- |
| Angel Fournier                                                   | Remo                 | Skiff simples masculino          | Ouro    |
| Liosbel Hernández Liosmel Ramos Manuel Suárez Wilber Turro       | Remo                 | Quatro sem peso leve masculino   | Ouro    |
| Aimee Hernandez Yariulvis Cobas                                  | Remo                 | Skiff duplo feminino             | Ouro    |
| Arlenis Serra                                                    | Ciclismo             | Corrida em estrada feminino      | Ouro    |
| Yipsi Moreno                                                     | Atletismo            | Arremesso de martelo feminino    | Ouro    |
| Livan Lopez                                                      | Lutas                | Livre até 66 kg masculino        | Ouro    |
| Sérgio Alvarez                                                   | Levantamento de peso | Até 56 kg masculino              | Ouro    |
| Ivan Cambar                                                      | Levantamento de peso | Até 77 kg masculino              | Ouro    |
| Yoelmis Hernandez                                                | Levantamento de peso | Até 85 kg masculino              | Ouro    |
| Javier Venega                                                    | Levantamento de peso | Até 94 kg masculino              | Ouro    |
| Janier Concepcion Yoennis Hernandez                              | Remo                 | Skiff duplo masculino            | Prata   |
| Yunior Perez Eyder Batista                                       | Remo                 | Skiff duplo peso leve masculino  | Prata   |
| Janier Concepción Adrian Oquendo Eduardo Eubio Yoennis Hernández | Remo                 | Skiff quádruplo masculino        | Prata   |
| Yaima Velazquez Yoslaine Dominguez                               | Remo                 | Skiff duplo peso leve feminino   | Prata   |
| Yumari Gonzalez                                                  | Ciclismo             | Corrida em estrada feminino      | Prata   |
| Yunierki Blanco                                                  | Lutas                | Livre até 74 kg masculino        | Prata   |
| Juan Stevens Hugo Franco Jaime Quintana                          | Tiro com arco        | Equipes masculino                | Bronze  |
| Orquidea Quesada Maydenia Sarduy Larissa Pagan                   | Tiro com arco        | Equipes feminino                 | Bronze  |
| Yenser Basilio Dionnis Carrión Jorber Ávila Solaris Freire       | Remo                 | Quatro sem masculino             | Bronze  |
| Yaima Velazquez                                                  | Remo                 | Skiff simples peso leve feminino | Bronze  |
| Yudelmis Dominguez                                               | Ciclismo             | Corrida em estrada feminino      | Bronze  |
| Yowlys Bonne                                                     | Lutas                | Livre Até 60 kg masculino        | Bronze  |

## Desempenho

### Atletismo
Feminino
| Atleta          | Prova                | Elim. | Elim. | Semifinal | Semifinal | Final   | Final |
| Atleta          | Prova                | Tempo | Pos.  | Tempo     | Pos.      | Tempo   | Pos.  |
| --------------- | -------------------- | ----- | ----- | --------- | --------- | ------- | ----- |
| Yipsi Moreno    | Arremesso de martelo |       |       |           |           | 75m62cm |       |
| Arasay Thondike | Arremesso de martelo |       |       |           |           | 68m88cm | 4º    |

### Badminton
| Atleta          | Evento               | 1ª fase                         | 2ª fase                                        | Oitavas de final                   | Quartas de final                              | Semifinais             | Final                  | Pos.        |
| Atleta          | Evento               | Adversário e resultado          | Adversário e resultado                         | Adversário e resultado             | Adversário e resultado                        | Adversário e resultado | Adversário e resultado | Pos.        |
| --------------- | -------------------- | ------------------------------- | ---------------------------------------------- | ---------------------------------- | --------------------------------------------- | ---------------------- | ---------------------- | ----------- |
| Osleni Guerrero | Individual masculino | ARG Federico Díaz V 21-5, 21-15 | SUR Virgil Soeroredjo V 21-11, 21-16           | GUA Rodolfo Ramirez V 22-20, 23-21 | CAN Stefan Wojcikiewicz V 10-21, 22-20, 21-18 |                        |                        |             |
| Ronald Toledo   | Individual masculino |                                 | SUR Michel Wongsodikromo V 21-18, 14-21, 21-13 | MEX Lino Munoz V 21-12, 21-17      | Não avançou                                   | Não avançou            | Não avançou            | Não avançou |

### Ciclismo
Estrada
| Atleta             | Evento                            | Final    | Final   |
| Atleta             | Evento                            | Tempo    | Posição |
| ------------------ | --------------------------------- | -------- | ------- |
| Arlenis Sirra      | Corrida em estrada feminino       | 2:18:10  |         |
| Yumari Gonzalez    | Corrida em estrada feminino       | 2:18:23  |         |
| Yudelmis Dominguez | Corrida em estrada feminino       | 2:18:23  |         |
| Dalila Rodriguez   | Estrada contra o relógio feminino | 29:32.26 | 11º     |
| Yudelmis Dominguez | Estrada contra o relógio feminino | DNF      | 15º     |

### Levantamento de peso
Masculino
| Atleta             | Categoria      | Resultado (kg) | Resultado (kg) | Resultado (kg) | Posição |
| Atleta             | Categoria      | Arranque       | Arremesso      | Total          | Posição |
| ------------------ | -------------- | -------------- | -------------- | -------------- | ------- |
| Sergio Álvarez     | Até 56 kg      | 119            | 148            | 267 kg         |         |
| Bredni Roque       | Até 69 kg      | 138            | 171            | 309 kg         | 4º      |
| Ivan Cambar        | Até 77 kg      | 150            | 188            | 338 kg         |         |
| Yoelmis Hernandez  | Até 85 kg      | 158            | 205            | 363 kg         |         |
| Javier Venega      | Até 94 kg      | 170            | 200            | 370 kg         |         |
| Alejandro Cisneros | Até 105 kg     | 165            | 202            | 367 kg         | 4º      |
| Sertanis Teran     | Mais de 105 kg | 174            | 215            | 389 kg         | 5º      |

Feminino
| Atleta           | Categoria | Resultado (kg) | Resultado (kg) | Resultado (kg) | Posição |
| Atleta           | Categoria | Arranque       | Arremesso      | Total          | Posição |
| ---------------- | --------- | -------------- | -------------- | -------------- | ------- |
| Idalmis Rivera   | Até 69 kg | 83             | 111            | 194 kg         | 8º      |
| Odeysis Pelegrin | Até 75 kg | 83             | 119            | 193 kg         | 5º      |

### Lutas
Livre
| Atleta          | Evento              | Oitavas de final                  | Quartas de final                | Semifinais                     | Repescagem             | Final                                            | Pos. |
| Atleta          | Evento              | Adversário e resultado            | Adversário e resultado          | Adversário e resultado         | Adversário e resultado | Adversário e resultado                           | Pos. |
| --------------- | ------------------- | --------------------------------- | ------------------------------- | ------------------------------ | ---------------------- | ------------------------------------------------ | ---- |
| Yowlys Bonne    | Até 60 kg masculino | VEN Wilfredo Henriquez V 3-1, 6-0 | CAN Ryley Walker V 3-1, 9-0     | PUR Franklin Gomez D 0-4, 0-4  | Bye                    | Disputa do bronze: DOM Gabriel Garcia V 4-0, 3-3 |      |
| Livan Lopez     | Até 66 kg masculino | Bye                               | COL Edison Hurtado V 4-0, 4-0   | USA Teyon Ware V 5-0, 4-1      |                        | PUR Pedro Soto V 6-0, 5-0                        |      |
| Yunierki Blanco | Até 74 kg masculino |                                   | MEX Eduardo Valencia V 2-1, 3-0 | CAN Matt Genry V 1-1, 2-1, 1-0 |                        | USA Jordan Burroughs D 2-3, 2-3                  |      |

### Remo
| Atleta | Prova                            | Elim.   | Elim.     | Repescagem | Repescagem | Final   | Final |
| Atleta | Prova                            | Tempo   | Pos.      | Tempo      | Pos.       | Tempo   | Pos.  |
| --- | -------------------------------- | ------- | --------- | ---------- | ---------- | ------- | ----- |
| Angel Fournier | Skiff simples masculino          | 7:13.41 | 1º/bat. 1 | BYE        | BYE        | 7:02.94 |       |
| Janier Concepcion Yoennis Hernandez | Skiff duplo masculino            | 6:50.10 | 2º/bat. 1 |            |            | 6:32.54 |       |
| Eyder Batista Yunior Perez | Skiff duplo peso leve masculino  | 6:47.44 | 3º/bat. 1 | 6:48.25    | 1º/rep. 2  | 6:27.07 |       |
| Janier Concepción Adrian Oquendo Eduardo Eubio Yoennis Hernández                                                                         | Skiff quádruplo masculino        | 6:14.99 | 1º/bat. 1 |            |            | 5:51.69 |       |
| Yanser Basilio Dionnis Carrion | Dois sem masculino               | 6:51.00 | 2º/bat. 1 | BYE        | BYE        | 6:59.60 | 5º    |
| Yenser Basilio Dionnis Carrión Jorber Ávila Solaris Freire                                                                               | Quatro sem masculino             | 6:41.15 | 3º/bat. 2 | 6:35.13    | 3º/rep. 1  | 6:06.51 |       |
| Liosbel Hernández Liosmel Ramos Manuel Suárez Wilber Turro                                                                               | Quatro sem peso leve masculino   | 6:07.25 | 3º/bat. 1 | 6:21.05    | 1º/bat. 1  | 6:06.06 |       |
| Yenser Basilo Dionnis Carrion Solaris Freire Janier Concepcion Yoennis Hernandez Adrian Oquendo Juan Gonzalez Yunior Perez Eduardo Rubio | Oito com masculino               | 6:21.60 | 5º/bat. 1 |            |            | 5:45.69 | 5º    |
| Yariulvis Cobas | Skiff simples feminino           | 8:10.43 | 4º/bat. 1 | 8:11.92    | 2º/rep. 1  | 8:13.63 | 4º    |
| Yaima Velazquez | Skiff simples peso leve feminino | 8:24.13 | 1º/bat. 1 | BYE        | BYE        | 8:02.59 |       |
| Aimee Hernandez Yariulvis Cobas | Skiff duplo feminino             | 7:30.02 | 1°/ bat.1 | Bye        | Bye        | 7:13.76 |       |
| Yaima Velazquez Yoslaine Dominguez | Skiff duplo peso leve feminino   | 7:26.26 | 2º/bat. 1 |            |            | 7:17.77 |       |
| Aimee Hernandez Yariulvis Cobas Yoslaine Dominguez Yanisleidi Drama                                                                      | Skiff quádruplo feminino         | 7:27.33 | 6º/bat. 1 |            |            | 6:40.05 | 4º    |
| Yeney Ochoa Yurileydis Vinet | Dois sem feminino                | 8:07.07 | 4º/bat. 1 |            |            | 8:05.61 | 5º    |

### Tiro com arco
| Atleta                                         | Evento               | Qualificatória | Qualificatória | Fase de 32              | Oitavas de final             | Quartas de final        | Semifinais                   | Final                                        | Pos.        |
| Atleta                                         | Evento               | Pts.           | Pos.           | Adversário e resultado  | Adversário e resultado       | Adversário e resultado  | Adversário e resultado       | Adversário e resultado                       | Pos.        |
| ---------------------------------------------- | -------------------- | -------------- | -------------- | ----------------------- | ---------------------------- | ----------------------- | ---------------------------- | -------------------------------------------- | ----------- |
| Juan Stevens                                   | Individual masculino | 1323           | 6º             | ARG Genario Ricio V 6-0 | MEX Luis Valez V 6-2         | COL Daniel Pineda D 2-6 | Não avançou                  | Não avançou                                  | Não avançou |
| Hugo Franco                                    | Individual masculino | 1284           | 14º            | PUR Nolan Cintron V 6-2 | COL Daniel Poneda D 1-7      | Não avançou             | Não avançou                  | Não avançou                                  | Não avançou |
| Jaime Quintana                                 | Individual masculino | 1261           | 18º            | ESA Miguel Veliz V 7-1  | CAN Crispin Duenas D 0-6     | Não avançou             | Não avançou                  | Não avançou                                  | Não avançou |
| Juan Stevens Hugo Franco Jaime Quintana        | Equipes masculinas   | 3868           | 4º             |                         | BYE                          | BRA Brasil V 218-211    | USA Estados Unidos D 215-227 | Disputa pelo bronze: CAN Canadá V 217-204    |             |
| Larissa Pagan                                  | Individual feminino  | 1251           | 16º            | DOM Lya Solan V 6-5     | MEX Alejandra Valencia D 1-7 | Não avançou             | Não avançou                  | Não avançou                                  | Não avançou |
| Maydenia Sarduy                                | Individual feminino  | 1266           | 12º            | PUR Maria Cardoz D 4-6  | Não avançou                  | Não avançou             | Não avançou                  | Não avançou                                  | Não avançou |
| Orquidea Quesada                               | Individual feminino  | 1233           | 20º            | COL Paola Ramirez D 4-6 | Não avançou                  | Não avançou             | Não avançou                  | Não avançou                                  | Não avançou |
| Orquidea Quesada Maydenia Sarduy Larissa Pagan | Equipes femininas    | 3868           | 4º             |                         | BYE                          | CAN Canadá V 199-197    | MEX México D 197-214         | Disputa pelo bronze: VEN Venezuela V 201-198 |             |

### Voleibol
Masculino
| Equipe | Equipe | Fase de grupos                         | Fase de grupos | Quartas                | Semifinal              | Final                  | Pos. |
| Equipe | Equipe | Adversário e resultado                 | Pos.           | Adversário e resultado | Adversário e resultado | Adversário e resultado | Pos. |
| ------ | ------ | -------------------------------------- | -------------- | ---------------------- | ---------------------- | ---------------------- | ---- |
|        |        | ARG Argentina MEX México VEN Venezuela |                |                        |                        |                        |      |

Legenda
| Recorde mundial                  | Recorde mundial (World record)               |                       | Recorde africano                      | Recorde africano (African) |                                           | Q | Classificado por posição (Qualified) |
| Recorde dos Jogos Pan-Americanos | Recorde pan-americano (Pan-American record)  | Recorde da América    | Recorde da América (Americas)         | q                          | Classificado por melhor tempo (Qualified) |   |                                      |
| Melhor marca do ano              | Melhor marca do ano (World leading)          | Recorde asiático      | Recorde asiático (Asian)              | DNS                        | Não largou (Did not start)                |   |                                      |
| Recorde nacional                 | Recorde nacional (National record)           | Recorde europeu       | Recorde europeu (European)            | DNF                        | Não terminou (Did not finish)             |   |                                      |
| Recorde pessoal                  | Recorde pessoal do atleta (Personal best)    | Recorde da Oceania    | Recorde da Oceania (Oceania)          | DSQ / DQ                   | Desclassificado (Disqualified)            |   |                                      |
| Recorde da temporada             | Recorde da temporada do atleta (Season best) | Recorde sul-americano | Recorde sul-americano (South America) | NM                         | Sem marca (No mark)                       |   |                                      |